# إمباكت ريسلينغ
توتال نونستوب أكشن ريسلينغ (ويُختصر اسمها إلى TNA Wrestling أو TNA) هي مؤسسة أمريكية متخصصة في عروض المصارعة المحترفة، يقع مقرها الرئيسي في ناشفيل بولاية تينيسي. تُعد TNA شركة تابعة لمجموعة "أنثِم سبورتس آند إنترتينمنت"، وهي شركة إعلامية كندية يملكها رجل الأعمال ليونارد أسبِر.
تأسست الشركة في عام 2002 على يد جيف جاريت ووالده جيري جاريت، وذلك في أعقاب إغلاق اتحاد المصارعة العالمي في عام 2001. كانت تُعرف في بداياتها باسم "NWA: Total Nonstop Action" وكانت مرتبطة بالهيئة المنظمة لاتحاد NWA (التحالف الوطني للمصارعة). وفي عام 2004، تخلّت الشركة عن اسم "NWA" وأصبحت تُعرف رسميًا باسم "توتال نونستوب أكشن ريسلينغ". وعلى الرغم من ذلك، واصلت استخدام بطولتي NWA العالميتين للوزن الثقيل والفرق الزوجية حتى عام 2007، حين انتهت الشراكة وتم إطلاق بطولاتها الخاصة.
في مطلع عام 2017، استحوذت شركة أنثم على TNA، وفي مارس من العام ذاته أعيدت تسميتها إلى "إمباكت ريسلينغ"، مستلهمة الاسم من برنامجها الأسبوعي الرئيسي. ومع ذلك، عادت الشركة إلى استخدام علامة TNA في يناير 2024.
منذ تأسيسها، اعتُبرت TNA ثاني أكبر اتحاد مصارعة محترفة في الولايات المتحدة بعد دبليو دبليو إيه، واستمرت في هذا التصنيف خلال معظم العقد الأول من القرن الحادي والعشرين وبداية العقد التالي. وتميزت في تلك الفترة باستقطابها لنجوم كبار سابقين من اتحادات WCW ودبليو دبليو إيه وECW مثل ريفن وجيف جاريت وستينغ، بالإضافة إلى مصارعين بارزين تم الاستغناء عنهم من قبل دبليو دبليو إيه مثل كيرت أنغل، وجيف هاردي، و"مستر كينيدي" (الذي اشتهر في TNA باسم مستر أندرسون)، فضلًا عن تطويرها لمواهب محلية لم يسبق لها الظهور في دبليو دبليو إيه، مثل أيه جي ستايلز وساموا جو، واللذين التحقا لاحقًا بـ دبليو دبليو إيه في منتصف وأواخر العقد الثاني بعد تعرّض TNA لأزمات مالية.
بين عامي 2015 و2017، رأى البعض أن TNA تراجعت خلف منافستها التاريخية "رينغ أوف أونر"، لا سيما بعد خسارتها لعقد البث الأمريكي مع قناة سبايك في 2014، إلى جانب ما عانته من مشاكل مالية ونقص في الكوادر.
ومع ذلك، بحلول عام 2019، بدأت الشركة في التعافي، مستفيدة من انتشار برامجها على المستوى الدولي، وشراء شركتها الأم لقناة AXS TV، التي بدأت بدورها في بث عروض المصارعة الخاصة بها.

تُعتبر TNA حاليًا ثالث أكبر اتحاد مصارعة في الولايات المتحدة، بعد تأسيس اتحاد "أول إليت ريسلينغ" (AEW) في عام 2019، والذي يتمتع بعقود بث مع قنوات TNT وTBS التابعة لمجموعة وارنر برذرز ديسكفري، وهما قناتان تحظيان بانتشار أوسع من قناة AXS.